# ارنست فنولوزا
ارنست فرانسیسکو فنولوزا (انگلیسی: Ernest Fenollosa; ۱۸ فوریهٔ ۱۸۵۳ – ۲۱ سپتامبر ۱۹۰۸) استاد، مترجم، شاعر، فیلسوف، و خاورشناس اهل ایالات متحده آمریکا بود که استاد هنر ژاپنی استاد فلسفه و اقتصاد سیاسی در دانشگاه سلطنتی توکیو بود. او که یک مربی برجسته در دوران مدرن‌سازی ژاپن در دوره میجی بود و شرق‌شناس پراهمیتی به‌شمار می‌رفت که نقش مهمی در حفظ هنر سنتی ژاپن ایفا کرد. وی همچنین برندهٔ جوایزی همچون نشان گنجینه مقدس و نشان خورشید فروزان شده است.

## انتقاد
بنجامین المن در یک سخنرانی در دانشگاه هاروارد در سال ۲۰۱۱ به کتاب دوره‌های هنر چینی و ژاپنی (۱۹۱۲) اشاره می‌کند که در آن ارنست فنولوزا "انحطاط" هنر چینی در دوران امپراتوری متأخر را با آنچه که برای هنر باستانی و والای اروپا در دوران بیزانس رخ داد مقایسه می‌کند ("ضعیف‌ترین موزاییک‌های بیزانسی"; "تنها امید برای بی‌امیدان این است که خود را بی‌امید بدانند"). به گفته المن دیدگاه فنولوسا تحت تأثیر شکست‌های سیاسی و نظامی دودمان چینگ شکل گرفته بود.